# Pileri (Cipro)
Pileri (in greco Πιλέρι?; in turco Göçeri) è un piccolo villaggio di Cipro, situato a 4 km a est di Agios Ermolaos e a 4 km a ovest di Kiomourtzou. È sotto il controllo de facto di Cipro del Nord, dove appartiene al distretto di Girne, mentre de iure appartiene al distretto di Kyrenia della Repubblica di Cipro. Pileri è sempre stato abitato esclusivamente da turco-ciprioti. 
Il villaggio nel 2011 aveva 228 abitanti.

## Geografia fisica
Pileri, o Bilelle, è situato alle pendici meridionali dei monti del Pentadaktylos, a otto km a ovest del passo di Kyrenia e a un chilometro e mezzo a nord-ovest del villaggio di Krini (Pınarbaşı).

## Origini del nome
Il significato di Pileri è ancora indeterminato, anche se Goodwin suggerisce che il nome abbia origini franche. I turco-ciprioti usano il nome Bilelle (versione corrotta di Pileri). Tuttavia, nel 1959 hanno inventato un altro nome alternativo, Göçeri, che denota una specie di nomade.

## Società

### Evoluzione demografica
Questo villaggio è sempre stato abitato esclusivamente da turco-ciprioti. Infatti, tutti i censimenti mostrano che questo era un villaggio turco-cipriota. All'inizio del secolo nel villaggio vivevano alcuni cristiani (greco-ciprioti), ma poiché erano tutti maschi, si può presumere che fossero lavoratori stagionali. La popolazione del villaggio è aumentata costantemente, passando da 62 abitanti nel 1891 a 104 nel 1960.
Dalla popolazione originaria nessuno è stato sfollato; tuttavia, il villaggio è servito come piccolo centro di accoglienza per alcuni sfollati turco-ciprioti nel dicembre 1963. Dal 1964 al 1974 ha fatto amministrativamente parte dell'enclave turco-cipriota di Nicosia. Secondo il geografo Richard Patrick, nel 1971 nel villaggio risiedevano ancora 11 sfollati turco-ciprioti. La maggior parte di coloro che vi risiedevano proveniva dal villaggio di Arediou. Dopo la guerra del 1974, gli sfollati turco-ciprioti che risiedevano nel villaggio sono stati trasferiti in villaggi o città greco-cipriote abbandonate.
Attualmente il villaggio è abitato principalmente dagli abitanti originari. Tuttavia, dalla metà degli anni novanta, anche alcuni turco-ciprioti di Nicosia hanno acquistato proprietà e si sono stabiliti nei pressi del villaggio.